# Orthocentrus elongaticornis
Orthocentrus elongaticornis är en stekelart som först beskrevs av Pierre L. G. Benoit 1954.  Orthocentrus elongaticornis ingår i släktet Orthocentrus och familjen brokparasitsteklar. Inga underarter finns listade i Catalogue of Life.